# Il bacio (Hayez)
Il bacio. Episodio della giovinezza. Costumi del secolo XIV, meglio noto come Il bacio, è un dipinto a olio su tela (112×88 cm) del pittore italiano Francesco Hayez, realizzato nel 1859.
Collocato in un contesto medievale, raffigura due giovani innamorati che si stanno baciando con grande passionalità. Per la travolgente carica emotiva, la raffinata scenografia ed il forte valore civile (la tela è infatti pregna di pulsioni risorgimentali, a simboleggiare l'amore della patria e la lotta allo straniero), l'opera è considerata il manifesto dell'arte romantica italiana; per questo motivo riscosse un grande successo popolare, tanto che Hayez la riprodusse in altre due versioni, con piccole modifiche fra l'una e l'altra.

## Storia

Mappa dell'Italia nel 1843.

### Contesto storico
In seguito al congresso di Vienna, l'Italia, che aveva un ruolo del tutto marginale rispetto alle altre potenze europee, tanto che Klemens von Metternich fu categorico nel definirla una mera «espressione geografica», venne divisa in diversi stati, tutti dominati direttamente o indirettamente dagli Asburgo d'Austria. Questa frammentazione fu carburante per l'affermazione di varie società segrete di orientamento democratico-radicale, quali la Carboneria e la Giovine Italia; nonostante tali associazioni finirono tutte nella sconfitta, furono fondamentali nel testimoniare dinanzi all'opinione pubblica la volontà di cementare una nazione italiana in nome degli ideali di libertà ed indipendenza.
Il sentimento nazionale italiano fu quindi vivificato dai moti del 1848, che a loro volta sfociarono nella prima guerra d'indipendenza italiana, che - tuttavia - non fu coronata da successo. Bisognerà attendere il 1859 per l'innesco definitivo del processo di unificazione: gli accordi segreti di Plombières, stipulati da Napoleone III e Camillo Benso Conte di Cavour, sancirono la formazione di un'alleanza antiaustriaca, che portò in breve alla seconda guerra d'indipendenza italiana prima e alla spedizione dei Mille poi. Il regno d'Italia verrà proclamato pochi anni dopo, nel 1861.
Fu in questa cornice che Francesco Hayez dipinse il proprio Bacio. Memore della lezione della carboneria repressa nel sangue, l'artista decise di mascherare gli ideali di cospirazione e lotta contro lo straniero sotto la rappresentazione di eventi del passato: attraverso l'adozione di schemi di comunicazione ambigui, opachi, l'artista riuscì infatti a sfuggire efficacemente agli interventi di censura messi in atto dalle autorità.

### Storia del dipinto
Il bacio venne commissionato privatamente a Francesco Hayez dal conte Alfonso Maria Visconti di Saliceto; Hayez era un pittore molto noto nella Milano dei circoli patriottici, tanto da esser ritenuto da Giuseppe Mazzini «capo della scuola di pittura storica, che il pensiero Nazionale reclamava in Italia», quindi non vi è sorpresa se il Visconti gli incaricò di trasportare in pittura le speranze associate all'alleanza tra la Francia e il regno di Sardegna.
Il dipinto, terminato nel 1859 e presentato a Brera il 9 settembre dello stesso anno con il titolo Il bacio. Episodio della giovinezza. Costumi del secolo XIV, andò quindi ad ornare la lussuosa dimora del Visconti per più di venticinque anni; solo nel 1886, un anno prima della sua morte, il conte destinò la tela per legato alla Pinacoteca di Brera, dove è tuttora esposta nella sala XXXVII.
La versione di Brera è indubbiamente la più famosa, ma Hayez realizzò tre versioni del dipinto. La seconda versione è l'unica ad esser stata trasposta su un acquarello su carta, di formato ovoidale; realizzata tra il 1859 e il 1860, fu in seguito donata da Hayez all'amica Giuseppina Negroni Prati Morosini, ed è stata battuta all'asta da Christie's New York il 25 Aprile 2016 per una cifra di 1.865.000 dollari US. Si discosta da quella originale per il drappo bianco steso sui gradini ed il verde e acceso del manto dell'uomo. La terza versione si differenzia dalla prima in quanto qui la fanciulla indossa un abito bianco; realizzata nel 1861 per la famiglia Mylius, è stata inviata all'Esposizione universale di Parigi del 1867 e nel 2008 è stata battuta all'asta da Sotheby's per la somma di 780450 sterline.

## Descrizione
La scena è ambientata in un vago interno medievale. Si tratta dell'androne di un castello, di cui sono messi in rilievo tre gradini, a destra della tela, e l'estesa parete lapidea; la superficie di quest'ultima occupa omogeneamente quasi tutto lo sfondo del dipinto, e di fatto viene interrotta solo da un varco archiacuto gotico, introdotto da una sottile colonnina, e da una bifora che si staglia in alto a destra, appena accennata in quanto tagliata dal margine superiore del quadro. Ebbene, in quest'ambientazione medievaleggiante si sta consumando un appassionato quanto sensuale bacio tra due giovani amanti, in un clima di romantica sospensione.
L'uomo ha un ruolo attivo nel bacio, trattenendo saldamente tra le mani il capo e il viso dell'amata; al contrario, quest'ultima si abbandona languidamente alle effusioni, limitandosi a stringere le spalle dell'amato con il braccio sinistro. Rapiti in un'estasi d'amore, i due corpi si compenetrano appassionatamente, con il busto dell'uomo che asseconda il flessuoso corpo della compagna, arcuato dinanzi a una passione così travolgente.
Il bacio è molto sensuale, ma non è molto tranquillo. L'uomo, infatti, poggia la gamba sinistra sul primo gradino della scalinata, lasciando emergere l'elsa di un pugnale dal mantello: quest'instabilità fisica manifesta un certo nervosismo, come se il bacio fosse mosso non da un semplice anelito sentimentale, bensì da un'imminente dipartita, trasformando questo romantico gesto in uno straziante commiato. I toni melodrammatici sono esasperati dalla presenza di una figura in penombra in posizione tergale, dietro il varco archiacuto: le interpretazioni sono molteplici, tanto che si è pensato che si possa trattare di un uomo intento a spiare furtivamente la scena, di un congiurato che attende il congedo del suo sodale dall'amata per cominciare la loro azione, anche se più probabilmente non è nient'altro che una semplice domestica.
Così Giuseppe Nifosì:

### Linguaggio visivo

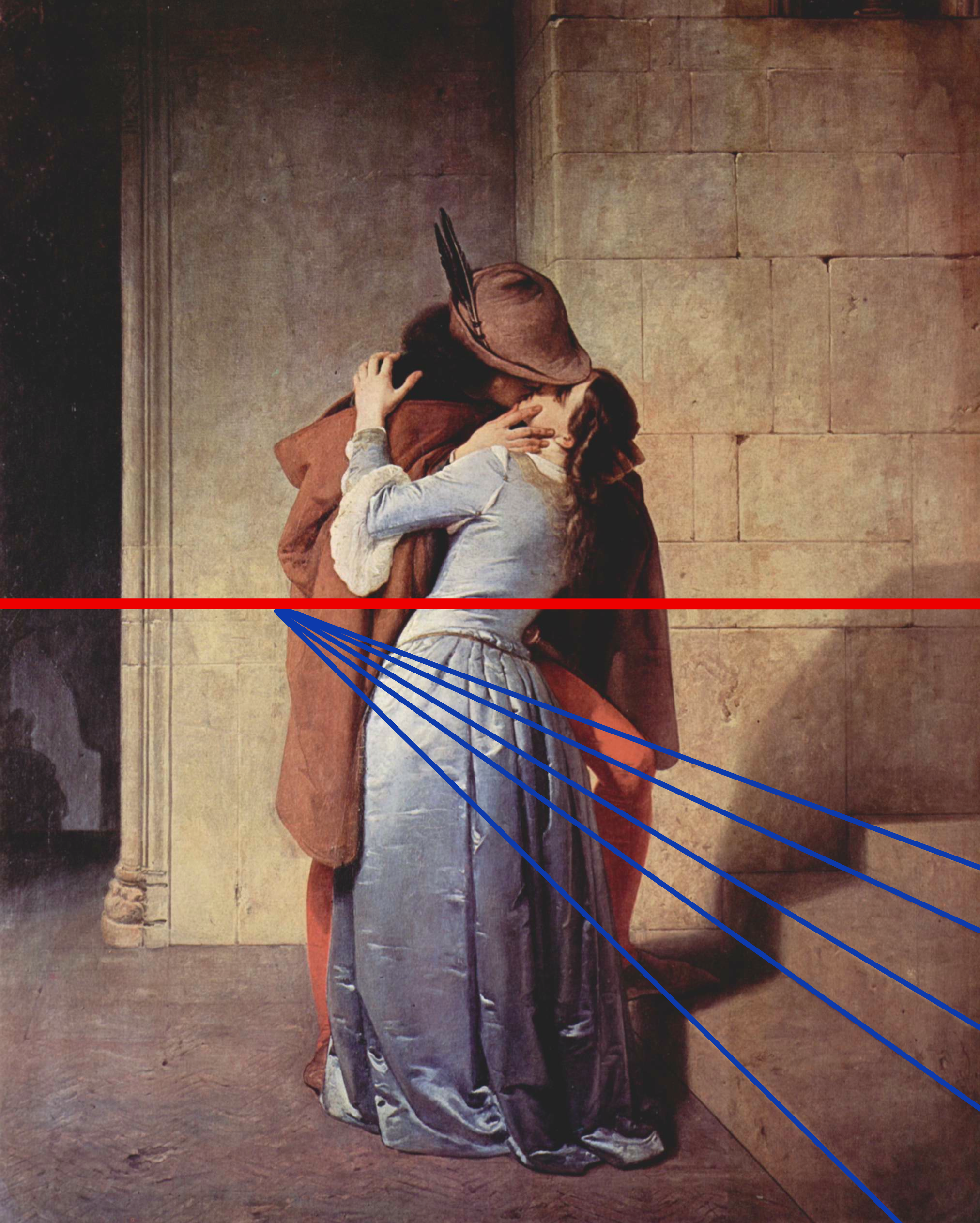
Schema prospettico del Bacio

Lo schema geometrico e prospettico del Bacio è impostato su una serie di diagonali che, seguendo l'andamento dei gradini, tendono a convergere nel punto di fuga, collocato immediatamente a sinistra dei due amanti. Queste linee rappresentano l'ossatura del quadro: in questo modo, infatti, l'attenzione dell'osservatore è concentrata sulla coppia, che si distingue nettamente dallo sfondo anche grazie ai contorni ben definiti.
Molto felice è il cromatismo del dipinto, eredità delle scuole rinascimentali di Giorgione e Tiziano Vecellio, i maestri veneti sui quali Hayez condusse i primi studi. Il virtuosismo cromatico del Bacio si esprime nel bruno del mantello e nel rosso della calzamaglia del ragazzo, che si fondono armoniosamente nel celeste dell'abito dell'amata; lo sfondo, essendo dipinto con tinte neutre, esalta ancor di più il passionale amplesso. Una luce, proveniente da una fonte esterna posta a sinistra del quadro, inonda con omogeneità l'intera scena: i suoi riflessi impreziosiscono la veste serica della fanciulla, dando risalto anche all'opera spicata della pavimentazione ed ai conci della quinta muraria.

### Messaggio allegorico
Il bacio irradia molteplici significati sottintesi: oltre ad essere una celebrazione dell'impetuoso ardore giovanile, sublima magistralmente ideali come l'amore della patria e l'impegno politico-militare, che con Hayez cessano di stridere in forma dicotomica con il sentimento privato, divenendo per la prima volta concetti equivalenti. È in questo modo che la coppia hayeziana viene effigiata come personificazione dell'Italia unita: «la pelle di lei è la pelle dell'Italia intera. Il suo corpo è nazione. La sua bocca è il punto dell'Unione. Non c'è [...] separazione, non c'è contrasto tra donna e patria».

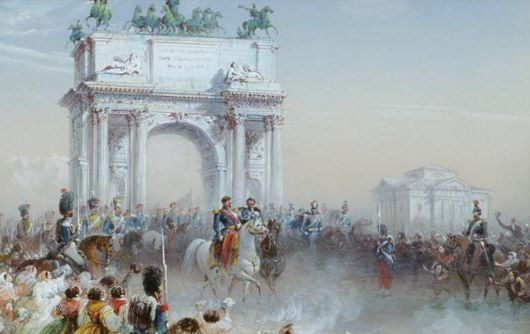
Opera di autore ignoto raffigurante il trionfale ingresso a Milano di Vittorio Emanuele II e Napoleone III dall'arco del Sempione l'8 giugno 1859

Il dipinto, infatti, assurge a simbolo degli ideali romantici, nazionalisti e patriottici del Risorgimento; tale interpretazione è avallata da diversi elementi iconografici, in primis dall'incerta collocazione spazio-temporale, che fa sì che l'opera non sia vincolata ad un'epoca passata e che diventi un simbolo universale dell'amor di patria. Anche le posizioni dei due amanti rimandano alla situazione dell'addio del volontario: l'uomo è ammantato e con il piede poggiato sul gradino, come se fosse in procinto di partire, mentre la donna stringe le spalle dell'amato con forza, quasi non volesse interrompere quest'estremo saluto, conscia dei pericoli che l'amato vivrà a causa del suo patriottismo. E ancora, anche il pugnale nascosto nel mantello, in segno di ribellione contro l'invasore asburgico, e la datazione del dipinto (1859, anno dell'ingresso di Vittorio Emanuele II a Milano e della seconda guerra d'indipendenza), rimandano per via simbolica all'impresa unitaria.
Ma non solo: il maggiore veicolo allegorico delle vicende risorgimentali è l'araldica gamma cromatica del quadro che, cambiando da versione in versione, sintetizza i cambiamenti politici che hanno coinvolto l'Italia nell'Ottocento. Nella versione di Brera, l'azzurro della veste della donna ed il rosso brillante della calzamaglia del giovane alludono non troppo velatamente al tricolore francese: Hayez, infatti, intendeva rendere omaggio alla nazione d'Oltralpe, alleata con l'Italia in seguito alla stipula degli accordi di Plombières tra Napoleone III e Camillo Benso Conte di Cavour. Nelle due versioni successive le connotazioni allegorico-patriottiche si fecero ancora più marcate: nella copia del 1861, anno della proclamazione del Regno d'Italia, la veste della fanciulla assume una neutra tonalità bianca, in segno di omaggio verso l'unificazione italiana attesa così ardentemente. Nella terza versione l'Italia si manifesta invece nelle vesti dell'uomo, che qui - oltre alla già presente calzamaglia rossa - indossa anche un manto verde, è presente inoltre un panno bianco sulle scale, che quindi con il verde e il rosso simboleggia  il vessillo nazionale italiano.
Il poeta Francesco Dall'Ongaro colse subito il messaggio allegorico del Bacio:

## Retaggio
Il bacio segnò l'inizio dell'arte romantica in Italia, riuscendo nel contempo a rendere famosi i principi ispiratori del Risorgimento: nell'amplesso tra i due amanti, infatti, vive anche il desiderio di unificazione nazionale. Non per ragioni fortuite, già nel 1860 il pittore italiano Gerolamo Induno confermò l'influenza culturale dell'opera di Hayez con La partenza del garibaldino: nel raffigurare il triste commiato tra il volontario garibaldino (in partenza al seguito dei Mille) e la vecchia madre, l'artista riprese l'iconografia del Bacio, inserendola tuttavia nel contesto storico risorgimentale.
Induno rese omaggio ad Hayez anche con un altro dipinto, Triste presentimento, dove in una angusta stanza, brulicante di oggetti ordinari, è appesa alla parete una riproduzione del Bacio; sempre per rimarcare la contestualizzazione dell'opera nell'ambito dell'epopea garibaldina, a destra della stampa, in una piccola nicchia, è collocato un piccolo busto dell'eroe dei due mondi. Triste presentimento si trova conservato anch'esso nella Pinacoteca, proprio accanto all'opera di Hayez.
Se la ragazza di Induno è assorta nella visione del medaglione che stringe tra le mani (raffigurante presumibilmente l'amante), la fanciulla che il pittore Giuseppe Reina raffigura in Una triste novella rivolge lo sguardo direttamente alla stampa del Bacio hayeziano. Analogamente, nel 1878 il pittore Sebastiano De Albertis, che fu un allievo di Brera e volontario nella campagna d'Italia del 1859, riprese attualizzandolo il soggetto del bacio tra due amanti, ponendolo al centro di un quadro raffigurante l'accampamento piemontese nella campagna meneghina in attesa di muoversi verso i campi di battaglia.
Il bacio ha avuto lungamente eco anche nel secolo successivo. Nel 1922, fu il turno di Federico Seneca, direttore artistico della Perugina negli anni venti: Seneca, rielaborando il dipinto di Hayez, creò l'immagine dei due innamorati con un fondo stellato della tipica scatola blu dei Baci Perugina. Sempre nel 1922, la pittrice Tamara de Lempicka stese Il bacio, che di fatto costituisce un'intima rielaborazione della composizione di Hayez: sebbene l'intensità del bacio rimanga immutata, qui cambia l'abbigliamento dei due innamorati - stavolta vestiti con la tipica foggia à la page degli anni venti - e l'ambientazione, che dal contesto medievaleggiante diventa un trafficato scenario urbano.
Per dirla con Gioia Mori, storica dell'arte nota per i suoi studi su Tamara, «della fonte ispirativa rimane l'abbraccio appassionato, ma i due antichi amanti sono trasformati in una spregiudicata coppia che amoreggia nelle strade buie di una città moderna». Oltre all'arte, anche il cinema si è più volte ispirato al Bacio: nel 1954, Luchino Visconti nel film Senso effettua un calco cinematografico del quadro di Hayez nella scena del bacio alla villa di Aldeno, ove la contessa Livia Serpieri ed il tenente austriaco Franz Mahler si perdono in un passionale amplesso.
E ancora, Il bacio è stato rivisitato dal MiBACT per il manifesto dell'iniziativa «A San Valentino, innamorati dell'arte»: scopo della campagna ministeriale, attiva nei giorni 13 e 14 febbraio 2010, era quello di valorizzare il patrimonio artistico italiano, facendo entrare le coppie nei luoghi d'arte statali al costo di un solo biglietto. Ultima reinterpretazione del Bacio - stavolta in chiave ironica - è il remake digitale di Daniele Urgo, intitolato Il Bacio nel posto sbagliato al momento sbagliato, in cui la coppia hayeziana viene affiancata da un venditore di rose extracomunitario, che irrompendo violentemente nella scena spezza l'idillio amoroso dei due innamorati.
Una delle tre versioni di Il bacio, quella dipinta nel 1867, è stata battuta il 25 aprile 2016 dalla casa d'aste Christie's, presso il Rockefeller Plaza di New York, al prezzo di 1.655.000 euro.